# Ta fête
„Ta fête” – czternasty singel belgijskiego muzyka Stromae’a, czwarty singel z jego drugiego albumu studyjnego Racine carrée. Oficjalny utwór reprezentacji Belgii podczas Mistrzostw świata w piłce nożnej w 2014 roku.

## Wydanie
16 sierpnia 2013 roku utwór został wydany na drugim studyjnym albumie Stromae’a Racine carrée. 3 września artysta opublikował utwór. 3 lutego 2014 roku został wydany singel promocyjny. 17 marca ogłoszono go oficjalnym utworem reprezentacji Belgii podczas Mistrzostw świata w piłce nożnej w 2014 roku. Tego samego dnia został opublikowany 28 film z serii Leçon, gdzie Stromae opowiada o utworze, a część utworu zostaje w nim odtworzona. 29 kwietnia 2014 roku został opublikowany J.A.C.K Remix.

## Lista utworów
- Promo – digital download (3 lutego 2014)[1]

1. „Ta fête” – 2:55

- Płyta gramofonowa (7 lipca 2014)[7]

A „Ta fête”
B „Ta fête” (J.A.C.K Remix)

## Teledysk
17 marca 2014 roku Stromae ogłosił, że teledysk zostanie wydany pod koniec kwietnia. Teledysk wyreżyserowany przez Lievena van Baelena został opublikowany 17 czerwca 2014 roku. Teledysk został opublikowany z okazji meczu Belgia–Algieria podczas Mistrzostw świata w piłce nożnej.
Akcja teledysku rozgrywa się w podziemiach labiryntu, gdzie Stromae wysyła człowieka (Luke Jessop) na arenę w celu walki o życie w obliczu uzbrojonych postaci.

## Notowania na listach przebojów
| Kraj              | Lista (2013/2014)   | Najwyższa pozycja | Certyfikat |
| ----------------- | ------------------- | ----------------- | ---------- |
| Belgia (Walonia)  | Ultratop 50 Singles | 2                 | platyna    |
| Belgia (Flandria) | Ultratop 50 Singles | 6                 | platyna    |
| Francja           | Top 200 Singles     | 30                |            |
| Holandia          | Single Top 100      | 45                |            |

## Występy na żywo
Stromae wykonał utwór na żywo podczas Victoires de la musique w 2014 roku.